# Douzaine (Guernesey)
Pour les articles homonymes, voir Douzaine.

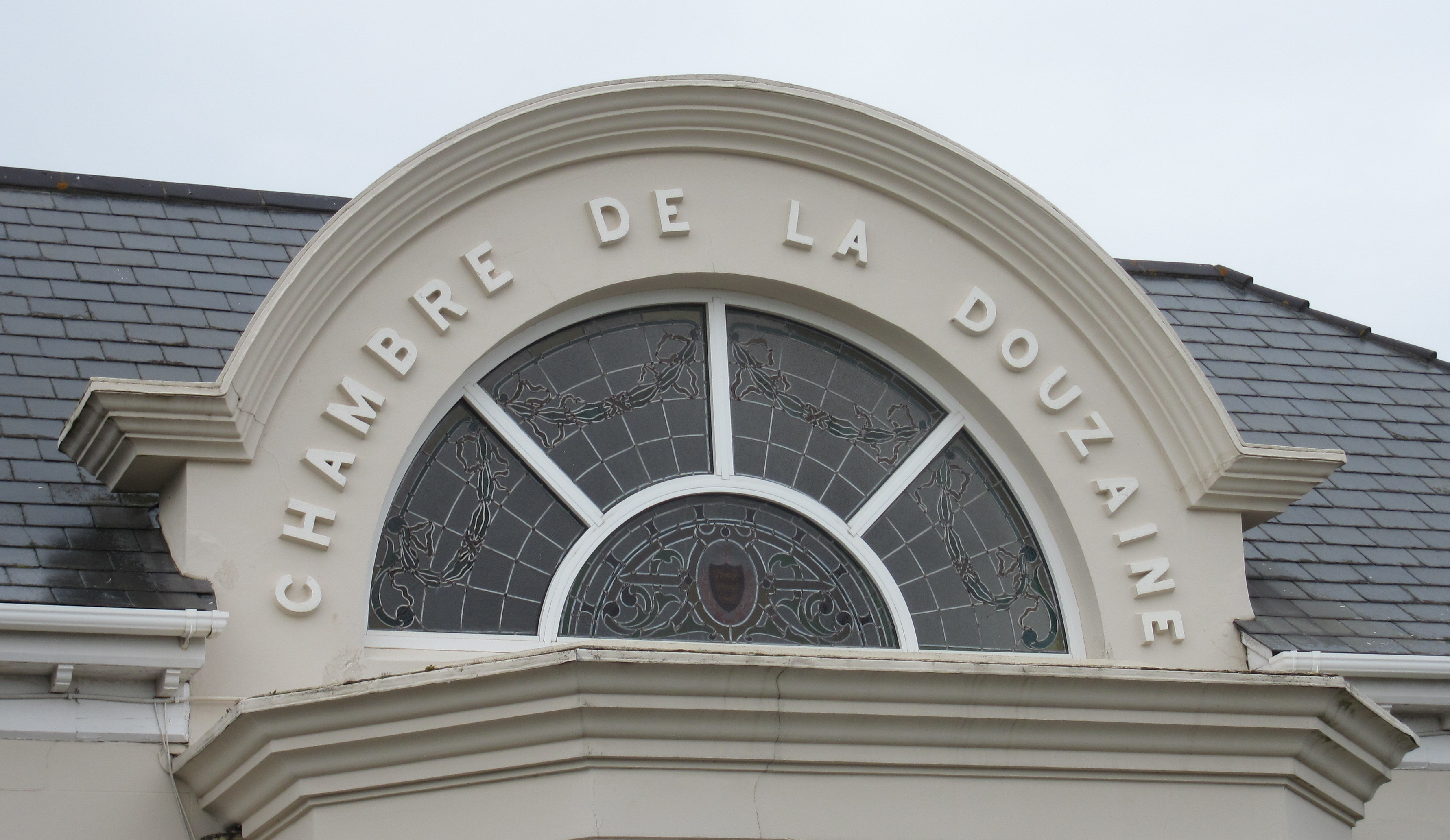
Salle du conseil municipal paroissial dans la Chambre de la Douzaine de Saint-Samson.

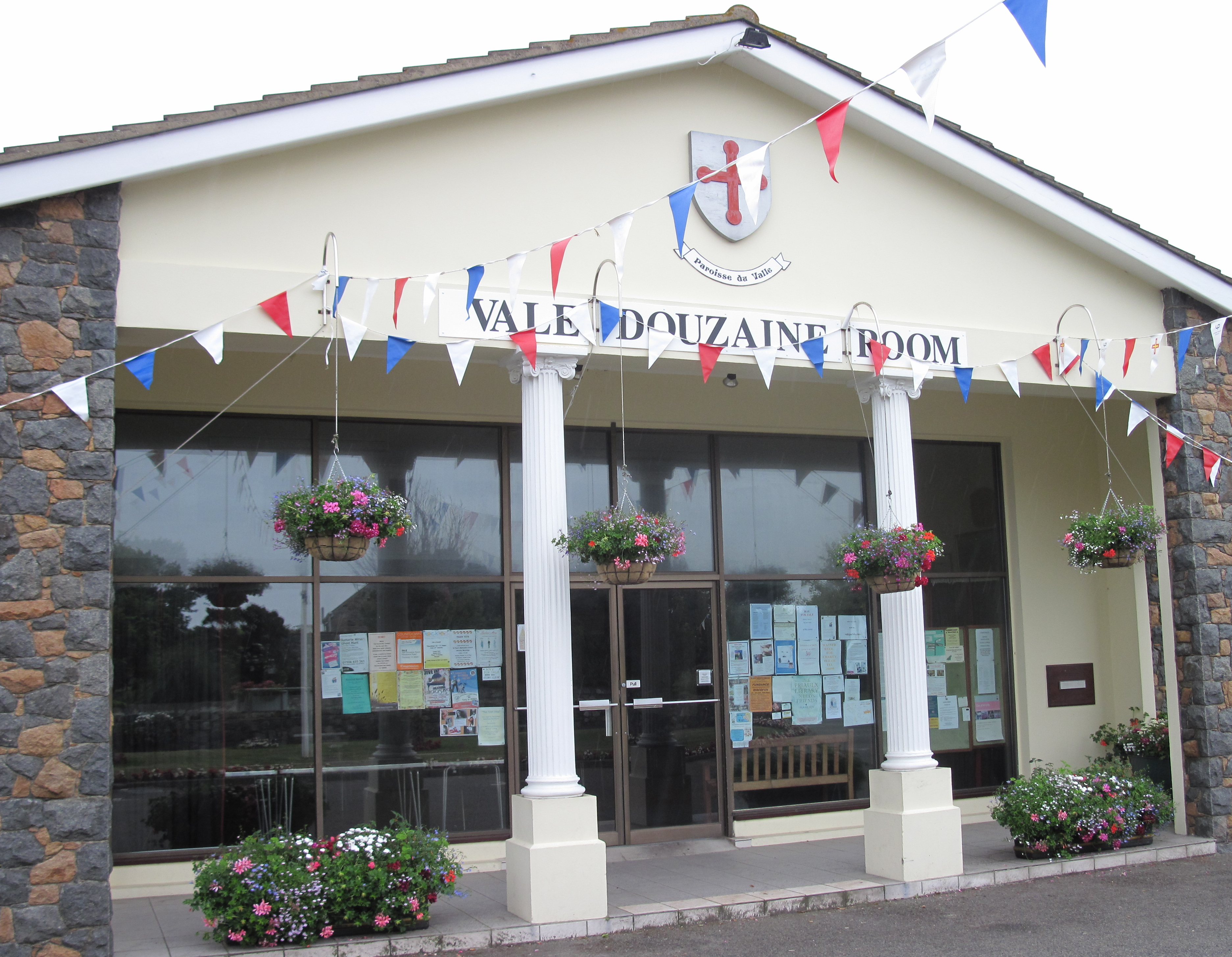
La salle de réunion d'une Douzaine dans la paroisse de Valle à Guernesey.

La Douzaine est une fonction politique établie sur l'île de Guernesey dont la charge est assumée en partage par les douzeniers de chaque paroisse de Guernesey, réunis dans les « chambres de la Douzaine » ou « Douzaine room ».

## Présentation
Chaque paroisse de Guernesey est administrée par une Douzaine. Les douzeniers sont élus pour un mandat de six ans, deux d'entre eux étant élu en novembre chaque année. Deux connétables (maire ou bourgmestre) élus exécutent les décisions de la Douzaine, servant entre un et trois ans.
Dans les îles de Guernesey et d'Aurigny (dépendante du bailliage de Guernesey), le conseil municipal paroissial est composé de douze membres, ou plus, élus à vie ; il y en a un pour chaque paroisse de Guernesey et pour chacun des cantons ou subdivisions territoriales de la paroisse capitale de Saint-Pierre-Port, et un pour l'île d'Aurigny.
Les douzeniers ont également pour tâche, la fonction d'inspecteur des chemins. Ils contrôlent l'état de la voirie de Guernesey.

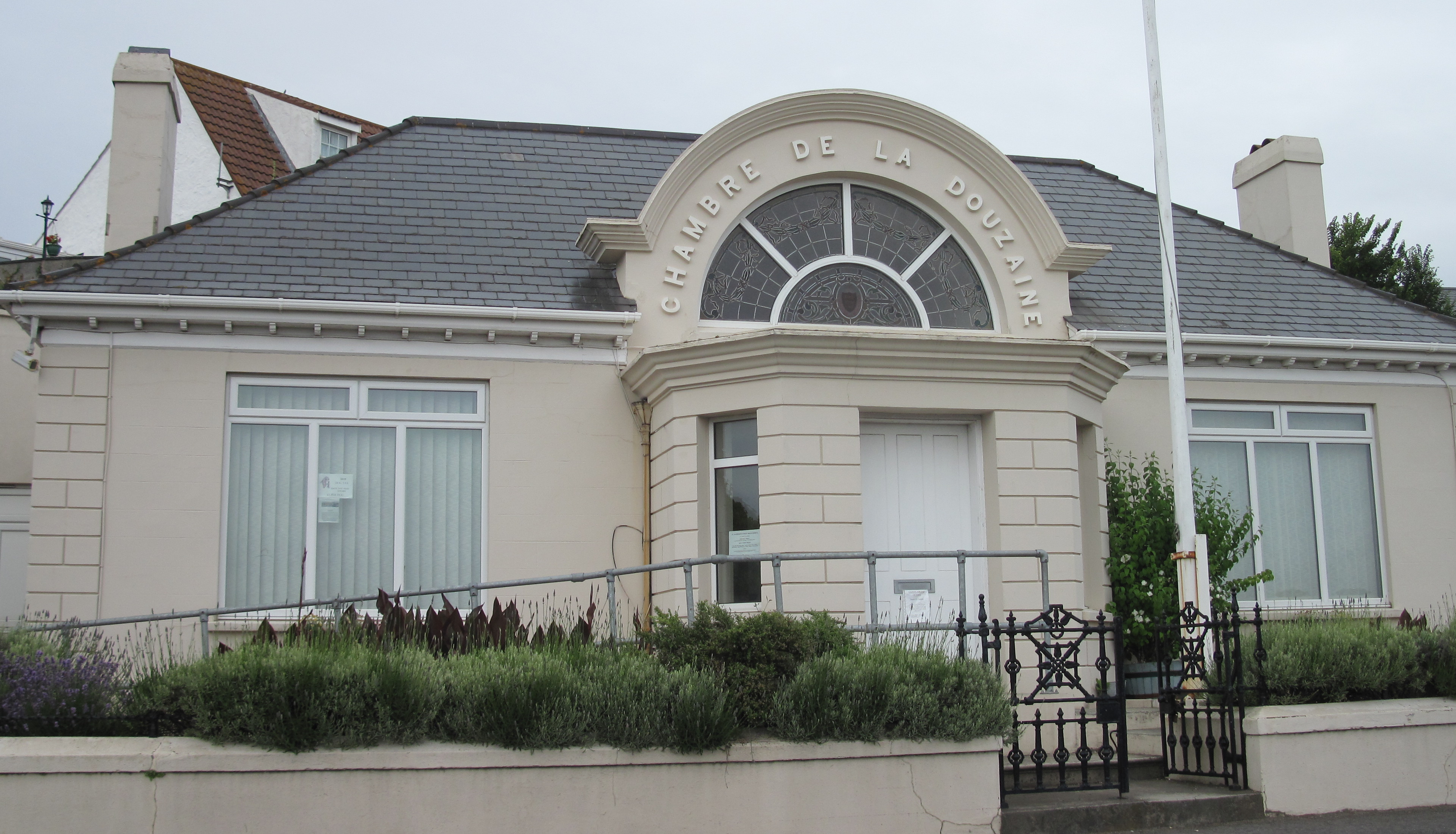
Bâtiment de la Chambre de la Douzaine de la paroisse de Saint-Samson.

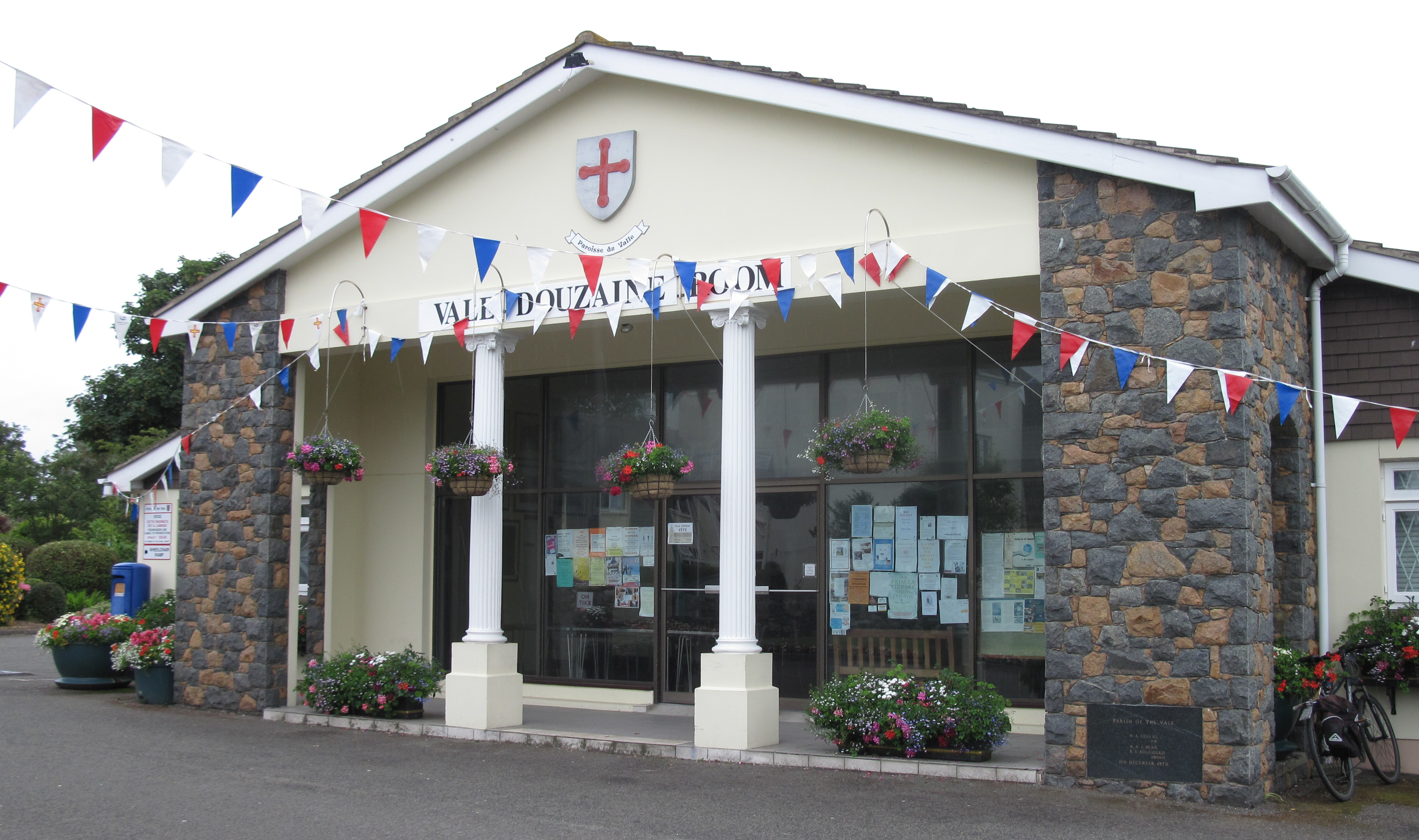
Bâtiment de la Douzaine dans la paroisse de Valle.